# 科利纳 (巴西)
科利纳（葡萄牙語：Colina）是巴西圣保罗州的一个市镇。总面积423.963平方公里，总人口17745人，人口密度41.9人/平方公里。